# 民謡をたずねて
民謡をたずねて（みんようをたずねて）は、NHK-FM放送で放送されている民謡の公開演奏番組である。1952年1月9日、放送開始。
前身は「民謡の時間」（放送開始年月不明）で、1950年7月に一旦放送休止ののち、1951年5月に「民謡お国めぐり」として復活。さらに1952年1月9日の放送より、「民謡をたずねて」に改称されている。

## 概要
司会による、「民謡は心のふるさと。わたしたちの遠い祖先が素朴な生活の中から生み出した、豊かな心の表れです。今日もこの懐かしい民謡の数々でおくつろぎ下さい…」のセリフで番組が始まる。エンディングでは「懐かしい民謡をたずねて」と必ず言っている。
毎回、全国各地の公民館、あるいはNHK各放送局の公開スタジオで行われる公開収録の模様を録音で放送し、その地域で親しまれている伝承民謡を民謡歌手が披露する。1度（1か所）の収録で3週分を収録する（一部例外あり）。出演者は全国的に活躍する著名な民謡歌手（通常2名）を中心に、収録地や近隣在住の歌手を1名、又は若手民謡歌手の4～6名程度で構成される。放送はされないが、収録後にはアトラクションとして出演者が数曲歌う。司会進行は、原則として公開録音が行われる会場地域の放送局に所属するアナウンサーが担当する。
- 伴奏者は基本的に東京よりプロの奏者（基本構成：三味線2名、津軽三味線1名、尺八・笛1名、鳴物2名、唄囃し2名。ただし収録地・選曲によって三味線・津軽三味線のいずれかが出演しない場合もある）が派遣され、特殊な曲に限り地元の奏者が伴奏を行うこともある。
- 放送開始から現在も使用されているテーマ音楽は、民謡・邦楽研究家で作曲家の町田嘉章の作品で、オープニング曲が『八木節』、エンディング曲が『江差追分（送り）』をモチーフに作曲されており、演奏は邦楽器のみ行われている。
- 年数回程度、非公開スタジオライブによる特集が行われることがある。

## 放送時間
2007年3月まではラジオ第1放送のみで放送されていたが、4月よりFM放送（ステレオ）でも放送されている。NHKワールド･ラジオ日本ではラジオ第1放送の同時放送時間が拡大された1993年頃から放送されているが、2006年4月から2007年3月まで放送が中止された。その後同年4月、1年ぶりに同番組の放送が再開された。
2018年度でラジオ第1放送での放送を終了し、2019年度以降はFMでの放送のみとなる。
放送時間は2005年度まで日曜日21:35 - 21:55、2006年度は土曜日11:05 - 11:25、2007年度から2018年度までは土曜日12:30 - 12:55、2019年度から2020年度までは金曜日5:20 - 5:50、2021年度と2022年度は木曜日17:30 - 18:00、2023年度以降は火曜日11:25 - 11:50。
- ラジオ第1放送で高校野球中継（地方大会・全国大会不問）が行われる場合でもFMと国際放送で通常通り放送される。
  - 2009年4月4日は北朝鮮の人工衛星発射関連ニュースのため、FM単独での放送となった。ラジオ第1放送、国際放送では、その関連ニュースとフィラー音楽（担当は末田正雄）に急遽差し替えた。
  - 2011年の選抜高校野球の時は東日本大震災関連のニュースを放送する都合上、ラジオ第1だけでなく国際放送でもそのまま高校野球中継を放送したため、FM単独での放送となった。
  - 同年8月13日はラジオ第1では高校野球中継があったことに加え、FM放送も「今日は一日鉄道音楽三昧・リターンズ」を放送したためひるのいこいとともに番組自体休止。そのため、国際放送では他のFM放送・デジタルラジオ実用化試験放送の音楽番組に差し替えて放送。